# توم جيمس (لاعب اتحاد الرغبي)
توم جيمس (بالإنجليزية: Tom James)‏ هو لاعب اتحاد الرغبي بريطاني، ولد في 17 أبريل 1987 في كايرفلي في المملكة المتحدة.

## وصلات خارجية
- توم جيمس عل موقع إسبنسكروم (الإنجليزية)
- توم جيمس على موقع ItsRugby.co.uk (الإنجليزية)